# هايلي داف
هايلي كاثرين داف (مواليد 19 فبراير 1985) في هيوستن، تكساس، الولايات المتحدة الأمريكية هي الممثلة الأمريكية، مثلت في الفلم (بالإنجليزية: Material Girls)‏ مع اختها الصغرى النجمة هيلاري داف.

## روابط خارجية
- هايلي داف على موقع IMDb (الإنجليزية)
- هايلي داف على موقع ميتاكريتيك (الإنجليزية)
- هايلي داف على موقع روتن توميتوز (الإنجليزية)
- هايلي داف على موقع ألو سيني (الفرنسية)
- هايلي داف على موقع ميوزك برينز (الإنجليزية)
- هايلي داف على موقع أول موفي (الإنجليزية)
- هايلي داف على موقع قاعدة بيانات برودواي على الإنترنت (الإنجليزية)
- هايلي داف على موقع قاعدة بيانات الأفلام السويدية (السويدية)
- هايلي داف على موقع إن إن دي بي (الإنجليزية)
- هايلي داف على موقع ديسكوغز (الإنجليزية)